# Shahbā
Shahbā (arabiska: شهبا) är en distriktshuvudort i Syrien.   Den ligger i provinsen as-Suwayda', i den sydvästra delen av landet, 80 kilometer söder om huvudstaden Damaskus. Shahbā ligger 1 083 meter över havet och antalet invånare är 14 784.
Terrängen runt Shahbā är kuperad åt sydost, men åt nordväst är den platt. Närmaste större samhälle är As Suwaydā', 17,1 kilometer söder om Shahbā. 
Omgivningarna runt Shahbā är i huvudsak ett öppet busklandskap. Runt Shahbā är det glesbefolkat, med 10 invånare per kvadratkilometer.